# Prince Charming (Đức mùa 3)
Mùa thứ ba của chương trình truyền hình thực tế Prince Charming được công chiếu vào ngày 17 tháng 8 năm 2021 trên kênh RTL+. Giống như hai mùa trước, được phát sóng trên kênh VOX vào ngày 7 tháng 2 năm 2022. Prince Charming mùa thứ ba là nhân viên bán ô tô Kim Tränka, 31 tuổi.
Mùa giải kết thúc vào ngày 19 tháng 10 năm 2021 (RTL+) và ngày 28 tháng 3 năm 2022 (VOX), và Maurice Schmitz là người chiến thắng. Trong buổi hội ngộ, Tränka và Schmitz nói vẫn bên nhau, nhưng vào tháng 6 năm 2022 cặp đôi đã chia tay.

## Quay phim
Mùa thứ ba của Prince Charming, giống như hai mùa trước, được quay tại đảo Crete của Hy Lạp vào đầu năm 2021.

## Các thí sinh
Mùa giải này có 18 thí sinh tham gia.
| Tên                | Tuổi | Quê quán    | Kết quả   | Hạng         |
| ------------------ | ---- | ----------- | --------- | ------------ |
| Maurice Schmitz    | 22   | Köln        | Quán quân | 1            |
| Robin Solf         | 23   | Berlin      | Á quân    | 2            |
| Thomas Hanisch     | 30   | Berlin      | Tuần 8    | 3            |
| Max Rogall         | 25   | Berlin      | Tuần 7    | 4            |
| Jan Windisch       | 26   | Viên, Áo    | Tuần 7    | 5 (bỏ cuộc)  |
| Bon Markel         | 28   | München     | Tuần 6    | 6–7          |
| Manfred Karacsonyi | 33   | Hamburg     | Tuần 6    | 6–7          |
| Kevin Schäfer      | 32   | Köln        | Tuần 5    | 8            |
| Arne Bruns         | 40   | Bremerhaven | Tuần 5    | 9 (bỏ cuộc)  |
| Pascal Lobert      | 24   | Iserlohn    | Tuần 4    | 10–12        |
| Jean-Cédric Sow    | 30   | Stuttgart   | Tuần 4    | 10–12        |
| Felix Krupka       | 24   | Herbolzheim | Tuần 4    | 10–12        |
| Florian            | 34   | München     | Tuần 3    | 13           |
| Corey Kuhlo        | 33   | Berlin      | Tuần 3    | 14 (bỏ cuộc) |
| Ash Snell          | 27   | Berlin      | Tuần 2    | 15–16        |
| Lukas Frehse       | 23   | Hamburg     | Tuần 2    | 15–16        |
| Markus Lugl        | 32   | Nordendorf  | Tuần 1    | 17           |
| Patrick Elsner     | 30   | Viên, Áo    | Tuần 1    | 18 (bỏ cuộc) |

## Kết quả
| Hạng  | Thí sinh    | Tập/Tuần | Tập/Tuần | Tập/Tuần | Tập/Tuần | Tập/Tuần | Tập/Tuần | Tập/Tuần | Tập/Tuần | Tập/Tuần | Tập/Tuần |
| Hạng  | Thí sinh    | 1        | 2        | 3        | 4        | 5        | 6        | 7        | 8        | 9        |          |
| ----- | ----------- | -------- | -------- | -------- | -------- | -------- | -------- | -------- | -------- | -------- | -------- |
| 1     | Maurice     | QUA      | QUA      | QUA      | QUA      | QUA      | QUA      | QUA      | QUA      | THẮNG    |          |
| 2     | Robin       | QUA      | QUA      | QUA      | QUA      | QUA      | QUA      | QUA      | QUA      | LOẠI     |          |
| 3     | Thomas      | QUA      | QUA      | QUA      | QUA      | QUA      | QUA      | QUA      | LOẠI     |          |          |
| 4     | Max         | QUA      | QUA      | QUA      | QUA      | QUA      | QUA      | LOẠI     |          |          |          |
| 5     | Jan         | QUA      | QUA      | QUA      | QUA      | QUA      | QUA      | RÚT      |          |          |          |
| 6–7   | Bon         | QUA      | QUA      | QUA      | QUA      | QUA      | LOẠI     |          |          |          |          |
| 6–7   | Manfred     | QUA      | QUA      | QUA      | QUA      | QUA      | LOẠI     |          |          |          |          |
| 8     | Kevin       | QUA      | QUA      | QUA      | QUA      | LOẠI     |          |          |          |          |          |
| 9     | Arne        | QUA      | QUA      | QUA      | QUA      | RÚT      |          |          |          |          |          |
| 10–12 | Pascal      | QUA      | QUA      | QUA      | LOẠI     |          |          |          |          |          |          |
| 10–12 | Jean-Cédric | QUA      | QUA      | QUA      | LOẠI     |          |          |          |          |          |          |
| 10–12 | Felix       | QUA      | QUA      | QUA      | LOẠI     |          |          |          |          |          |          |
| 13    | Florian     | QUA      | QUA      | LOẠI     |          |          |          |          |          |          |          |
| 14    | Corey       | QUA      | QUA      | RÚT      |          |          |          |          |          |          |          |
| 15–16 | Ash         | QUA      | LOẠI     |          |          |          |          |          |          |          |          |
| 15–16 | Lukas       | QUA      | LOẠI     |          |          |          |          |          |          |          |          |
| 17    | Markus      | LOẠI     |          |          |          |          |          |          |          |          |          |
| 18    | Patrick     | RÚT      |          |          |          |          |          |          |          |          |          |

     Thí sinh theo nhóm hẹn hò với Prince
     Thí sinh theo nhóm hẹn hò, sau đó hẹn hò một mình với Prince
     Thí sinh hẹn hò một mình với Prince
     Thí sinh ngủ qua đêm với Prince
     Thí sinh bỏ cuộc
     Thí sinh bị loại
     Thí sinh về nhì
     Thí sinh chiến thắng